# Jabberwocky

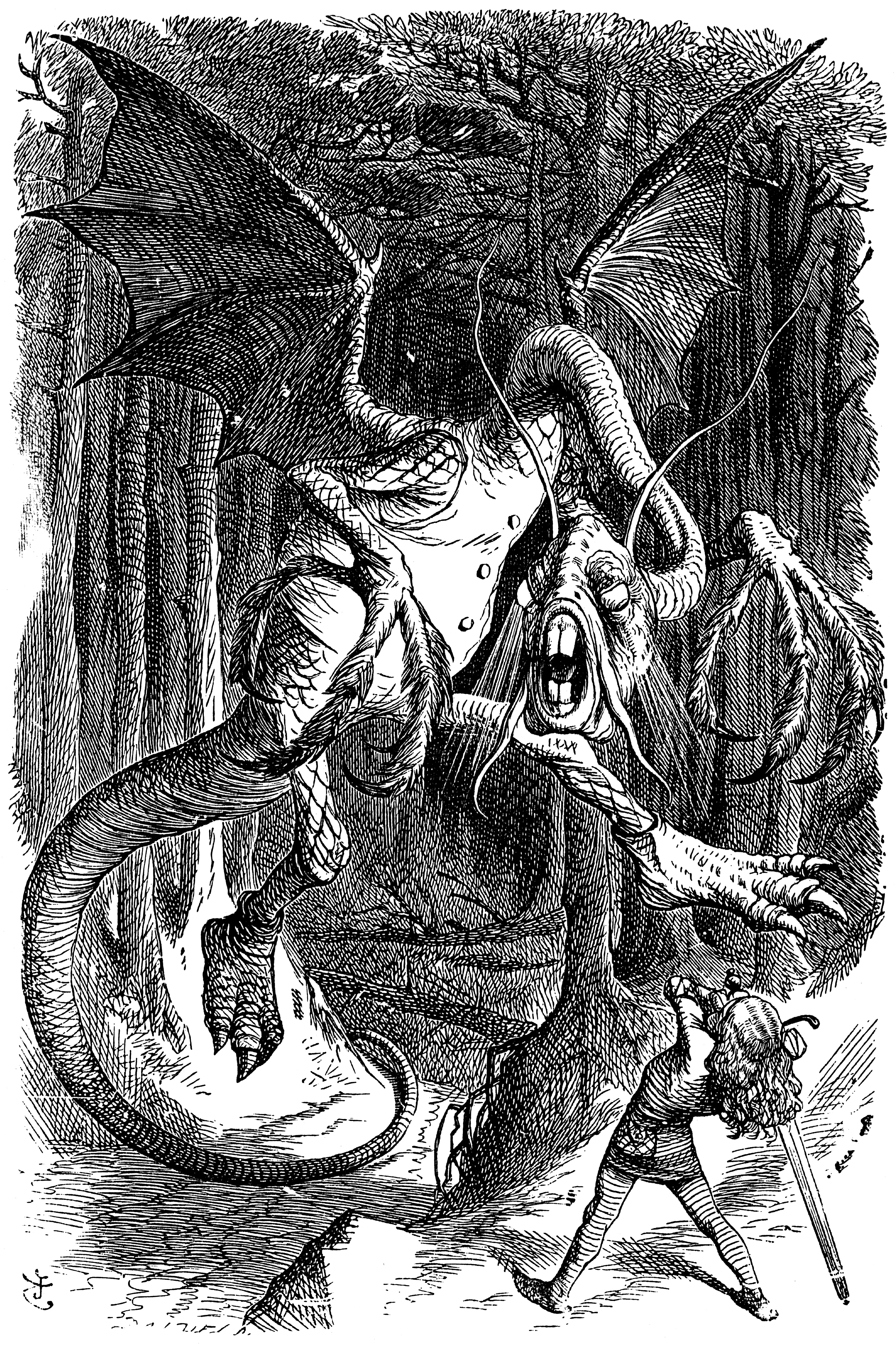
Jabberwocky, jedna z ilustracji z pierwszego wydania Po drugiej stronie lustra

Jabberwocky – wiersz Lewisa Carrolla pochodzący z jego książki Po drugiej stronie lustra. 
Wiersz powszechnie uważany jest za jeden z najznakomitszych przykładów angielskiego wiersza absurdalnego. Znajduje się w nim wiele słów wymyślonych przez Carrolla (portmanteau).

## Geneza
Pierwsza (i zarazem ostatnia) strofa wiersza powstała już w 1855 roku. Carroll napisał ją w swoim domowym magazynie o nazwie Mischmasch (Miszmasz), gdzie nosiła nazwę Stanza of Anglo-Saxon Poetry (Strofa Anglosaskiej Poezji). Razem z nią zawarł wyjaśnienia kilku swoich neologizmów. Tekst był stylizowany na starodawną poezję, prawdopodobnie z zamiarem parodii estetyki wczesnego średniowiecza lub eposów o bohaterskich czynach. Idea ta została znacznie rozwinięta, gdy wiersz został wydłużony przy okazji umieszczenia go w powieści Po drugiej stronie lustra. 

## Przekład
Z uwagi na występowanie autorskich neologizmów przekład tego wiersza jest dla tłumacza dużym wyzwaniem. Większość tłumaczących konstruuje własne odpowiedniki tych neologizmów w języku polskim, kierując się wyjaśnieniami podanymi przez Carrolla w treści książki, np. wyraz mimsy, powstały z połączenia wyrazów miserable (ang. nędzny, nieszczęśliwy, żałosny) i flimsy (ang. lichy, marny), może odpowiadać polskiemu „smutcholijny” (powstałemu z połączenia wyrazów „smutny” i „melancholijny”). Znaczenie tych zbitek wyrazowych tłumaczy później Alicji Humpty Dumpty w rozdziale VI powieści.
Pierwsza zwrotka wiersza w języku angielskim:
'Twas brillig, and the slithy toves
Did gyre and gimble in the wabe;
All mimsy were the borogoves,
And the mome raths outgrabe.
- Stanisław Barańczak – Dziaberliada

Brzdęśniało już; ślimonne prztowie
Wyrło i warło się w gulbieży;
Zmimszałe ćwiły borogowie
I rcie grdypały z mrzerzy.
- Janusz Korwin-Mikke – Żabrołak

Błyszniało – szlisgich hopuch świr
Tęczując w kałdach świtrzem wre,
Mizgłupny był borolągw hyr,
Chrząszczury wlizły młe.
- Jolanta Kozak – Dziaberlak

Bzdrężyło. Szłapy maślizgajne
Bujowierciły w gargazonach
Tubylerczykom spełły fajle,
Humpel wyświchnął ponad.
- Maciej Słomczyński – Dżabbersmok

Było smaszno, a jaszmije smukwijne
Świdrokrętnie na zegwniku wężały,
Peliczaple stały smutcholijne
I zbłąkinie rykoświstąkały.
- Robert Stiller – Żabrołaki

Był czas mrusztławy, ślibkie skrątwy
Na wałzach wiercząc świrypły,
A mizgłe do cna boroglątwy
I zdomne świszczury zgrzypły.
- Antoni Marianowicz lub Hanna Baltyn – Dziwolęki

Grozeszły się po mrokolicy
Smokropne strasznowiny:
Dziwolęk znowu smokolicy
Ponurzył się w grzęstwiny.

## W kulturze
- Jabberwock pojawia się w grach komputerowych American McGee's Alice oraz Alice: Madness Returns. W obu grach pojawiają się także nawiązania do wiersza, będącego częścią twórczości Carrolla, z których czerpią te dzieła.
- Terry Gilliam wyreżyserował film Jabberwocky (1977).
- Żaberzwłok to smok podległy Czerwonej Królowej w filmie Tima Burtona Alicja w Krainie Czarów. W filmie zostaje także wyrecytowany fragment wiersza. Warto zaznaczyć, że w oryginalnej wersji filmu (angielskiej) smok nosi nazwę Jabberwocky - jak tytuł wiersza, a nie Jabberwock, co jest oryginalną nazwą samego potwora.
- Jan Švankmajer wyreżyserował film krótkometrażowy Žvahlav aneb šatičky slaměného Huberta (1971), który otrzymał angielski tytuł Jabberwocky.
- Donovan umieścił wykonanie wiersza na swoim albumie HMS Donovan (1971).
- Dżabbersmok jest pseudonimem jednego z bohaterów Konstytucji Apokalipsy. Książkowej trylogii autorstwa Denisa Szabałowa osadzonej w Uniwersum Metro 2033.